# Xã Ruyle, Quận Jersey, Illinois
Xã Ruyle (tiếng Anh: Ruyle Township) là một xã thuộc quận Jersey, tiểu bang Illinois, Hoa Kỳ. Năm 2010, dân số của xã này là 421 người.